# Happy now
Happy now er en dansk kortfilm fra 2004 med instruktion og manuskript af Frederikke Aspöck. Filmen indgår på dvd i antologien Happy Now - 3 kortfilm om familierelationer.

## Handling
En typisk amerikansk familie tager på stranden. Deres tilsyneladende perfekte liv bliver vendt op og ned, da moren Carol, som længe har følt sig overset af sin mand, kysser en livredder.